# Ranunculus wettsteinii
Ranunculus wettsteinii là một loài thực vật có hoa trong họ Mao lương. Loài này được D�rfl. miêu tả khoa học đầu tiên năm 1918.